# Puerta de Asturias
Puerta de Asturias se hace llamar a la zona asturiana limítrofe con la provincia de León y que comunica la región asturiana con la leonesa de Laciana y el Bierzo, cuyas capitales son Villablino y Ponferrada respectivamente. Esta zona comprende los concejos asturianos de Cangas del Narcea, que es el más poblado, Pola de Allande, Ibias y Degaña.
Con la apertura del túnel del Rañadoiro, prevista para finales del año 2009 se pone la primera piedra para la construcción de la autovía La Espina-Ponferrada que permitirá la comunicación de Asturias con Ponferrada, sur de Galicia y norte de Portugal a través de la denominada "Puerta de Asturias".
- Datos: Q6091752